# Maison brune
La Maison brune (allemand : Braunes Haus) est un bâtiment de la ville de Munich, en Bavière, qui était situé au 34 de la Brienner Straße. Il a été le quartier général du parti nazi de 1920 à 1945.

## Histoire
L'emplacement de la Maison brune était occupé précédemment par le palais Barlow, construit en 1828 par Jean-Baptiste Métivier.
Ce grand édifice de pierre était décrit par l'historien Ian Kershaw comme « pompeux et de mauvais goût ».
La Maison brune fut lourdement endommagée en octobre 1943 et presque totalement détruite plus tard par les bombardements de l’aviation alliée. Les ruines furent enlevées en 1947 et le terrain laissé vacant. Un projet de musée fut élaboré entre les années 1990 et 2010 afin de remplacer les ruines des fondations par un lieu de mémoire et de documentation : le centre de documentation sur l'histoire du national-socialisme a finalement été inauguré le 30 avril 2015.

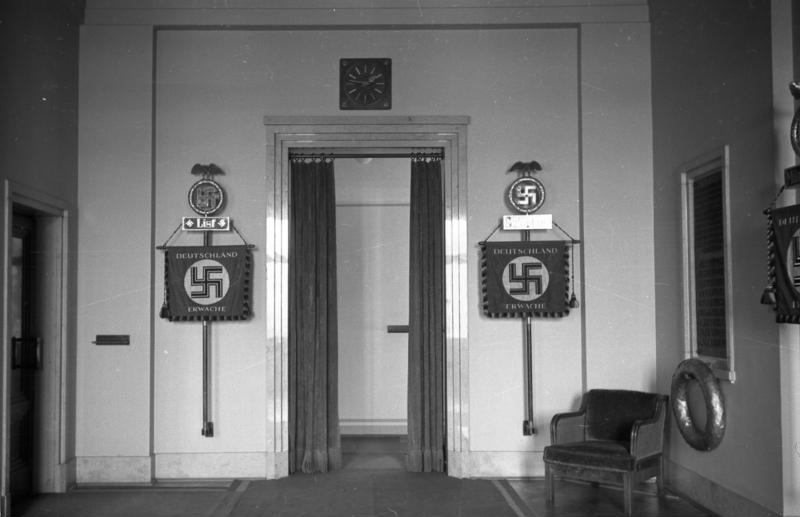
Intérieur.
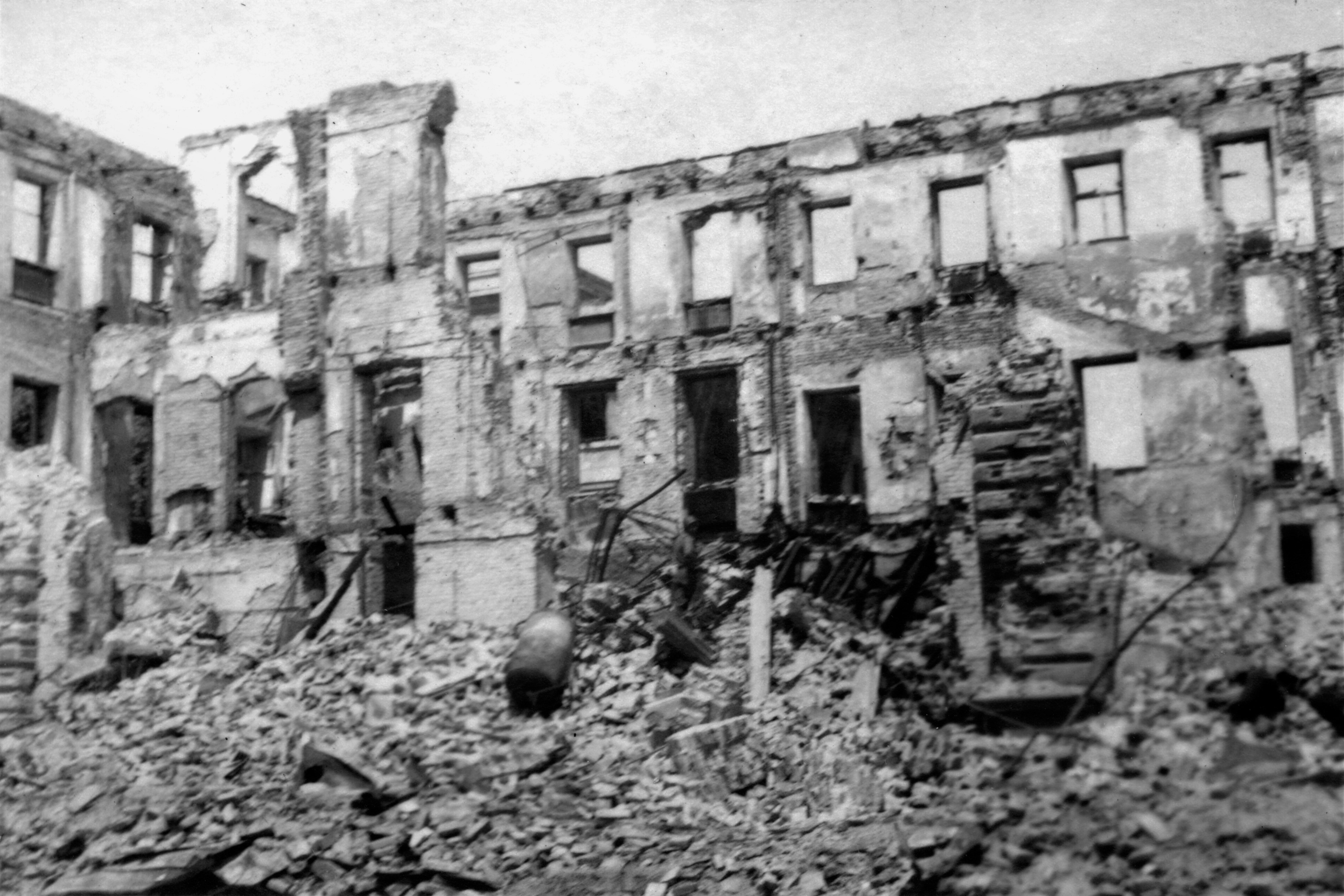
Ruines en 1945.
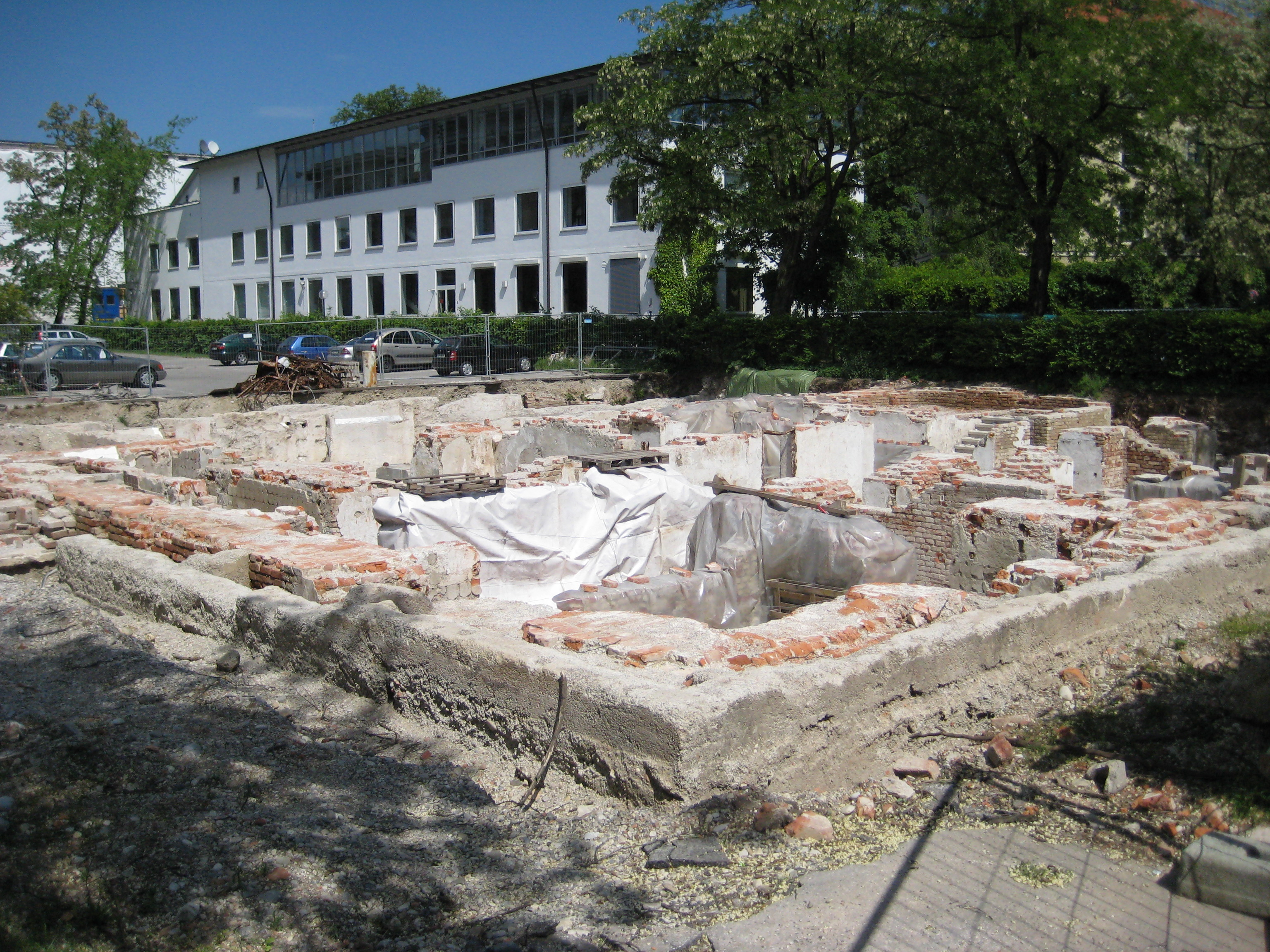
Les fondations de la Maison brune en 2007.
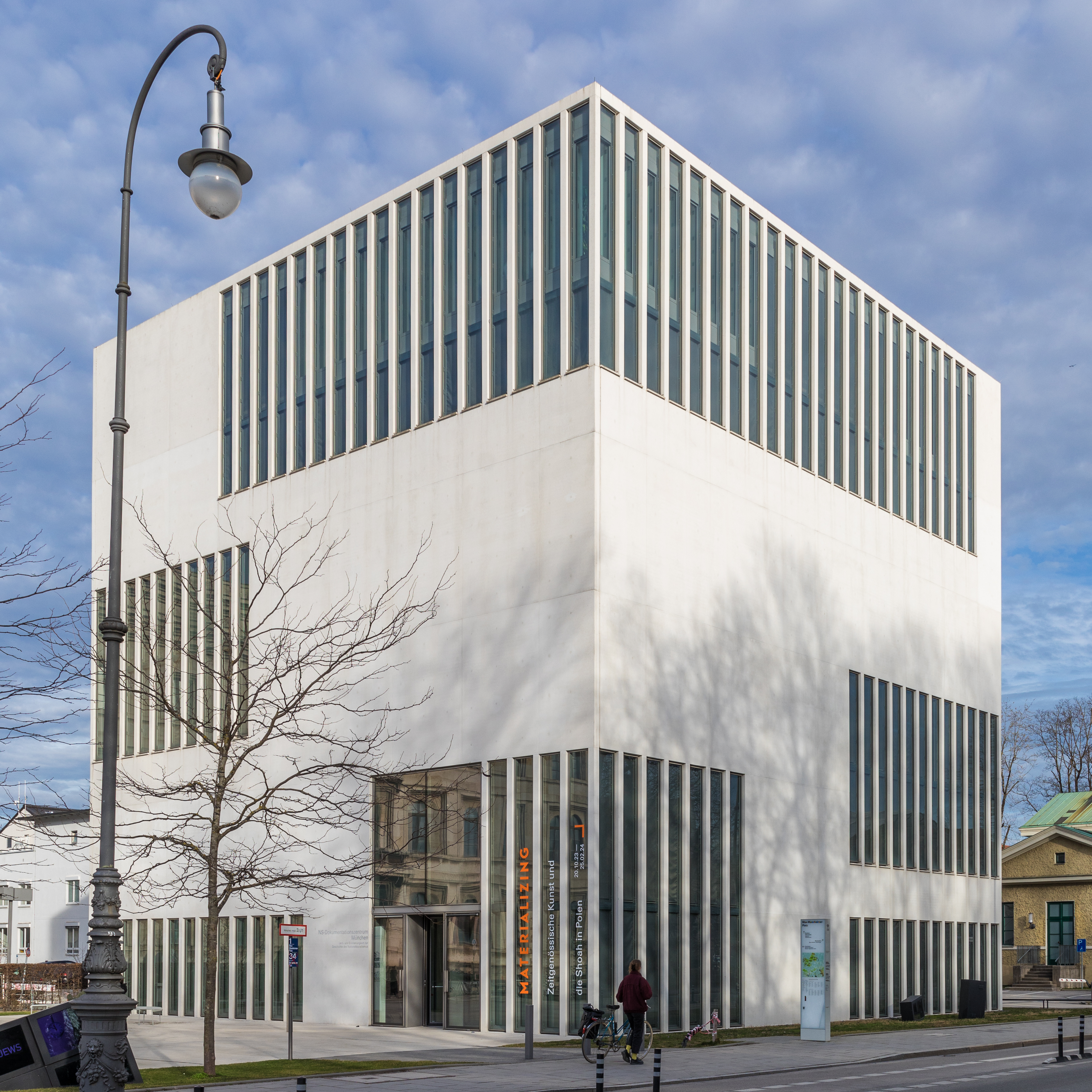
Le bâtiment conçu pour accueillir le centre de documentation, sur la Königsplatz de Munich.